# فهرست پررفت‌وآمدترین فرودگاه‌ها در تایلند
این مقاله شامل فهرست پررفت‌وآمدترین فرودگاه‌ها در تایلند است.